# گرودک (شهرستان سوکوووف)
گرودک (به لهستانی:  Gródek) یک روستا در لهستان است که در گمینا یابووننا لاتسکا واقع شده‌است.